# 勐仑琼楠
勐仑琼楠（学名：Beilschmiedia brachythyrsa）为樟科琼楠属下的一个种。

## 扩展阅读
維基物種上的相關：勐仑琼楠